# SLC25A33
SLC25A33 (англ. Solute carrier family 25 member 33) – білок, який кодується однойменним геном, розташованим у людей на 1-й хромосомі. Довжина поліпептидного ланцюга білка становить 321 амінокислот, а молекулярна маса — 35 375.
| 10         |  | 20         |  | 30         |  | 40         |  | 50         |
| ---------- |  | ---------- |  | ---------- |  | ---------- |  | ---------- |
| MATGGQQKEN |  | TLLHLFAGGC |  | GGTVGAIFTC |  | PLEVIKTRLQ |  | SSRLALRTVY |
| YPQVHLGTIS |  | GAGMVRPTSV |  | TPGLFQVLKS |  | ILEKEGPKSL |  | FRGLGPNLVG |
| VAPSRAVYFA |  | CYSKAKEQFN |  | GIFVPNSNIV |  | HIFSAGSAAF |  | ITNSLMNPIW |
| MVKTRMQLEQ |  | KVRGSKQMNT |  | LQCARYVYQT |  | EGIRGFYRGL |  | TASYAGISET |
| IICFAIYESL |  | KKYLKEAPLA |  | SSANGTEKNS |  | TSFFGLMAAA |  | ALSKGCASCI |
| AYPHEVIRTR |  | LREEGTKYKS |  | FVQTARLVFR |  | EEGYLAFYRG |  | LFAQLIRQIP |
| NTAIVLSTYE |  | LIVYLLEDRT |  | Q          |  |            |  |            |

A: Аланін

C: Цистеїн

D: Аспарагінова кислота

E: Глутамінова кислота

F: Фенілаланін

G: Гліцин

H: Гістидин

I: Ізолейцин

K: Лізин

L: Лейцин

M: Метіонін

N: Аспарагін

P: Пролін

Q: Глутамін

R: Аргінін

S: Серин

T: Треонін

V: Валін

W: Триптофан

Задіяний у такому біологічному процесі, як транспорт. 
Локалізований у мембрані, мітохондрії, внутрішній мембрані мітохондрії.